# 기로에서
기로에서(Na Putu, On The Path)는 크로아티아에서 제작된 야스밀라 즈바니치 감독의 2010년 드라마 영화이다. 즈린카 크비테식 등이 주연으로 출연하였고 바바라 앨버트 등이 제작에 참여하였다.

## 출연

### 주연
- 즈린카 크비테식
- 에르민 브라보
- 레온 루체프

### 조연
- 미르야나 카라노비치
- 자스나 베리
- 이주딘 바이로빅
- 자스나 잘리카
- 루나 미조빅
- 소냐 부릭